# Oliver Hülden
Oliver Hülden (* in Marbach am Neckar) ist ein deutscher Klassischer Archäologe.

## Leben
Oliver Hülden studierte ab 1991 Klassische Archäologie, Vor- und Frühgeschichte sowie Alte Geschichte an den Universitäten Tübingen und Bochum. 1998 erlangte er den Magister in Bochum bei Hans Lohmann, 2004 wurde er in Tübingen bei Konrad Hitzl und Frank Kolb promoviert. 2005 bis 2006 war er Stipendiat am Koç University Research Center for Anatolian Civilizations in Istanbul, 2007 bis 2009 Stipendiat des Deutschen Archäologischen Instituts mit einem Forschungsprojekt zu antiken Befestigungsanlagen. Von 2010 bis 2016 forschte er als Stipendiat der Gerda Henkel Stiftung. Im Frühjahr 2016 erfolgte seine Habilitation an der Universität München. Von 2016 bis 2023 war er wissenschaftlicher Mitarbeiter am Österreichischen Archäologischen Instituts/Österreichische Akademie der Wissenschaften in Wien und dort zeitweise stellvertretender Leiter der Abteilung Historische Archäologie. Seit November 2023 ist er Konservator an den Staatlichen Antikensammlungen und der Glyptothek in München. Im Januar 2024 wurde er zum außerplanmäßigen Professor für Klassische Archäologie an der Universität München ernannt.
Sein Hauptforschungsgebiet sind das antike Lykien sowie die Kibyratis, wo er von 2008 bis 2014 mit Thomas Corsten ein Feldforschungsprojekt durchführte. 2018 und 2019 war er zudem an Feldforschungen in Leontion (Achaia) beteiligt. Einen weiteren Schwerpunkt bilden antike Befestigungsanlagen.

## Veröffentlichungen (Auswahl)
- Gräber und Grabtypen im Bergland von Yavu (Zentrallykien) (= Antiquitas. Reihe 3, Band 45). Habelt, Bonn 2006, ISBN 978-3-7749-3425-2 (Dissertation).
- Die Siedlung Kyaneai in Zentrallykien. Teil 2: Die Nekropolen von Kyaneai. Habelt, Bonn 2010, ISBN 978-3-7749-3677-5
- Das griechische Befestigungswesen der archaischen Zeit. Entwicklungen – Formen – Funktion (= Sonderschriften ÖAI 59). Holzhausen Verlag, Wien 2020, ISBN 978-3-903207-41-7 (Habilitationsschrift).
- Bubon und sein Umland. Eine Nachlese (= Einzelstudien des Kibyratis-Projekts Band 1). Gerda Henkel Stiftung, Düsseldorf 2021 (Digitale Publikation).